# Парк-Слоуп (Бруклин)
Парк-Слоуп (англ. Park Slope) — район в западном Бруклине, штат Нью-Йорк, США. На востоке ограничен Проспект-парком (англ. Prospect Park) и районом Виндзор Террес (англ. Windsor Terrace), на юге — Сансет-парк (англ. Sunset Park) и Гринвуд Хайтс (англ. Greenwood Heights), на западе районами Гованус (англ. Gowanus) и Борум-Хилл (англ. Boerum Hill), на севере районом Проспект-Хайтс (англ. Prospect Heights). Через район проходит федеральная трасса «Route 27».
Парк-Слоуп славится своими историческими зданиями, а также находящимся рядом Проспект-парком. На его территории множество магазинов, баров и ресторанов высочайшего уровня. В Парк-Слоуп располагается Бруклинская Музыкальная Академия, Бруклинский ботанический сад, Бруклинский музей, Бруклинская Консерватория, а также Бруклинская публичная библиотека. В 2006 и 2007 годах Парк-Слоуп был назван одним из величайших районов Америки, а в 2010 году он получил статус самого благополучного района Нью-Йорка.

## История

### Ранние годы
Исторически эта область была заселена коренными жителями — индейцами племени Ленапе. В XVII веке сюда пришли голландские колонисты, превратив эти земли более чем на 200 лет в сельскохозяйственный регион. 27 августа 1776 года, во время Войны за независимость, с этого региона началась Битва за Лонг-Айленд, известная также как Битва за Бруклин. Американские солдаты располагались на 14-й улице. Им противостояло более 10 000 британских и гессенских солдат, что значительно превосходило численность американской армии. Казавшееся на тот момент позорным поражением, оказалось началом великого тактического отступления Вашингтона. На историческом месте битвы сохранился Старый Каменный Дом.

### XIX век
В 1814 году районы Южного Бруклина и Манхэттен связало паромное сообщение. 50-х годах адвокат и владелец железной дороги Эдвин Кларк Личфилд приобрёл бо́льшую часть здешних сельскохозяйственных угодий. Во время Гражданской войны он продал большинство участков под застройку жилых домов.
К 1870 году сельскохозяйственный период района Парк-Слоуп закончился. С развитием конно-железной дороги процесс урбанизации стал необратим. В 1880-90-х годах многие богатые жители Нью-Йорка стали строить особняки в викторианском стиле с чудесными видами на парк. Эти дома сохранились до сих пор. С открытием в 1883 году Бруклинского моста, район стал переживать бум строительства. После переписи населения 1890 года, за районом Парк-Слоуп закрепилась слава самого богатого района Нью-Йорка.
В 1892 году президент Гровер Кливленд открыл триумфальную арку — одну из основных достопримечательностей Бруклина.
В 1893 году неподалёку от этого места был построен цейхгауз 14 Бруклинского полка.
В 1897 году был разрушен Старый Каменный Дом, который реконструировали в 1930 году.

### Развитие бейсбола
Бейсбол сыграл огромную роль в истории района. В период с 1879 по 1889 годы команда «Бруклин Атлантикс» (позднее сменившая название на «Доджерс») проводила свои матчи на историческом стадионе Washington Park на 5-й авеню. После пожара, в котором сгорел стадион, команда переехала в Квинс. В 1898 году стадион был вновь отстроен и стал домом для команды вплоть до 1913 года. Главными соперниками «Бруклин Атлантикс» являлись «Нью-Йорк Джайентс» и «Нью-Йорк Янкис».

### Трагедия с рейсом 826
16 декабря 1960 года в небе над районом Статен-Айленд столкнулись два самолёта. Один из них, Douglas DC-8 авиакомпании United Airlines, рухнул
на перекрёстке Sterling Place и 7-й авеню, разрушив несколько зданий. При крушении погибло 135 человек. Выжить удалось лишь 11-летнему подростку, который тем не менее впоследствии скончался от полученных травм. Этот день вошёл в историю авиации США как один из самых ужасных.

### Падение, застой и развитие района
В 1950-х годах район стал переживать упадок в результате стремительного разрастания Нью-Йорка и спада промышленности. Богатые жители и средний класс переезжали в другие районы, и Парк-Слоуп стал постепенно превращаться в бедную рабочую окраину. Основным населением района стали итальянцы и ирландцы. Однако это продолжалось недолго. Уже в 70-х в район стали приезжать латино- и афроамериканцы.
В 1960—1970-х годах район стали заселять художники и хиппи, которые скупали старые брошенные дома, ремонтировали и перепланировывали их и устраивали в них общежития на несколько семей. Местные жители района смогли отстоять многие дома от подобных «переделок», закрепив за ними статус исторически ценных, и тем самым спасли многие значимые памятники архитектуры от разрушения. В 1980 году исторический центр Парк-Слоуп был включён в Национальный реестр исторических мест США.
В 1970-х годах многие квартиры и дома в районе 7-й авеню стали сдаваться внаём. Это позволило увеличить приток молодых специалистов и их семей. В то же время этот район облюбовали представители сексуальных меньшинств. В 1980—1990-х годах приток жителей ещё больше увеличился вследствие того, что рабочие и средний класс стали вытесняться из Манхэттена его более богатыми жителями.
В середине 1990-х из-за резко возросших цен на жильё на Манхэттене, все больше молодых специалистов и представителей среднего класса стали переселяться в Парк-Слоуп. Это дало толчок для развития элитного строительства, закрепив за районом самого зажиточного в Бруклине.
В 2001 году в отчете Нью-Йоркской Гильдии Риэлтеров было отмечено, что стоимость аренды жилья в Парк-Слоуп увеличивается в среднем на 4 % за год. Это привело буквально к взрыву арендной стоимости жилья не только в самом Парк-Слоуп, но и в районах, прилегающих к Проспект-парку. Из-за этого многие семьи с невысоким достатком стали не в состоянии платить по счетам. Для того, чтобы предотвратить отток жителей, была введена дифференцированная арендная плата, а также политика арендной стабилизации, благодаря которой новосёлы платят в два-три раза меньше, чем их более «коренные» соседи.
Влияние уровня благосостояния жителей не могло не отразиться на облике района. Банки и бары выместили различные мелкие магазинчики, а вместо частных книжных лавок и кафе появились Barnes & Noble и Starbucks.

## Транспорт
Через район проходят четыре линии метрополитена.
IND Culver Line (два маршрута):
- Sixth Avenue Local
- Crosstown Local

IRT Eastern Parkway Line (четыре маршрута):
- Broadway-Seventh Avenue Express
- Broadway-Seventh Avenue Express
- Lexington Avenue Express
- Lexington Avenue Express

BMT Fourth Avenue Line (три маршрута):
- Sixth Avenue Express
- Broadway Express
- Broadway Local

BMT Brighton Line (два маршрута):
- Sixth Avenue Express
- Broadway Express